# Tolnai Klára
Tolnai Klára magyar színésznő.

## Pályája
Több filmben és sorozatban szerepelt, magyarban és külföldiben egyaránt. A Légszomj (Stifled) című kisfilmben nyújtott alakításáért jelölték a legjobb női főszereplő díjára az Asti Nemzetközi Filmfesztiválon (2021). A kisfilm, amelynek szerzőtársa is, bekerült a Rhode Island Nemzetközi Filmfesztiválra (2022). A Karantén Zóna című 2022-es nagyjátékfilm egyik főszereplője.
Színházi szerepekben többek között a Bárka Színházban, az Átrium Film – Színházban és a Bethlen Téri Színházban mutatkozott be. Jelenleg szabadúszó.

## Filmes és televíziós szerepei
- Mellékhatás – (2023)
- Brigi és Brúnó (2022–2023)
- Oltári történetek (2022)
- A Karantén Zóna (2022)
- Tom Clancy: Jack Ryan (2022)
- Doktor Balaton (2022)
- The Last Kingdom (2017–2022)
- Shadow and Bone (2021)
- Apatigris (2021)
- 200 első randi (2019)
- Tóth János (2018)
- The Alienist (2018)
- Oltári csajok (2018)
- A mi kis falunk (2017–2020)
- Pappa Pia (2017)
- Kincsem (2017)
- Munkaügyek (2016–2017)
- Houdini (2014)[2]

## Főbb színházi szerepei
- Erdő (Akszjusa) – Zenthe Ferenc Színház, 2018/2019 [4]
- Vérmedve (Klárika) – 2018
- NŐközelben (Gia Carangi) – 2016/2017
- Megszállva (Gizella) – Csáth Géza: Egy elmebeteg nő naplója című írása nyomán, 2015
- Droszt (cukorbeteg lány) – 011-Alkotócsoport, 2013/2014
- WomeniTea (Gia Carangi) – 2012–2014
- A harmadik hullám (Liza) – 2012/2013
- Woyzeck etűdök (Marie, Woyzeck)